# Cayo Lutacio Cátulo (cónsul 220 a. C.)
Cayo o Gayo Lutacio Cátulo, tal vez hijo del consular Cayo Lutacio Cátulo, fue a su vez cónsul en el año 220 a. C. con Lucio Veturio Filón dos años antes del comienzo de la segunda guerra púnica.
Los dos cónsules, al parecer, habrían avanzado hasta los Alpes y habrían rendido a muchos pueblos para los romanos sin luchar, pero no hay datos de su expedición.